# 露丝·贝德尔·金斯伯格雕像
露丝·贝德尔·金斯伯格雕像（英語：Statue of Ruth Bader Ginsburg）是一座高7英尺（2.1米）、净高6英尺（1.8米）的青铜制雕像，展现的人物是美国已故最高法院前大法官、也是美国最高法院第二位女性大法官露丝·贝德尔·金斯伯格。2021年3月12日，这座雕像被永久地安放在纽约市布鲁克林区布鲁克林市中心街区城市点综合体的阿尔比广场445号楼外。

## 背景
露丝·贝德尔·金斯伯格于1933年在纽约市布鲁克林区出生并长大。她曾被时任总统比尔·克林顿提名为美国最高法院大法官，是美国历史上第二位女性大法官。2020年9月18日，金斯伯格逝世。
金斯伯格逝世翌日（2020年9月19日），纽约州州长安德鲁·科莫宣布，纽约州将在金斯伯格的出生地纽约市布鲁克林区竖立雕像，以“纪念她的生命和遗产”。科莫称，金斯伯格是“代表平等的不朽人物”，“值得用一座纪念物来向她表达敬意”。科莫说，这座雕像将提醒人们金斯伯格“为今天我们所知的美国所做的诸多贡献，并启发那些将继续跟进她伟大工作的人”。科莫还说，他将在几天内任命一个委员会，来选择制作雕像的艺术家和安放雕像的位置。

## 雕像概况
最终，由两位澳大利亚籍雕塑家吉利与马克·沙特纳夫妇团队制作的青铜像脱颖而出。实际上在早些时候，金斯伯格大法官还在世时，沙特纳夫妇已经经过她的许可，为她制作了一尊青铜的半身雕像。2019年，在金斯伯格大法官的合作下，沙特纳夫妇团队又为她制作了一座比真人还高的青铜全身雕像，也就是后来被纽约州选中的这座。沙特纳夫妇把这座雕像作为他们发起的“争取平等雕像”倡议实践的一部分。在2019年，纽约市150座纪念物中只有5座是纪念真实生活中的女性人物，所以沙特纳夫妇发起了这一倡议，旨在改善世界各地公共纪念碑的性别不均等现象。而金斯伯格大法官生前一直致力于推进女性平权议题。虽然沙特纳夫妇团队曾经以临时安放的动物雕塑而闻名，不过在2020年，他们在纽约市竖立了10座著名女性人物的雕塑，其中包括奥普拉·温弗瑞、粉红佳人和妮可·基德曼。
这座金斯伯格大法官的青铜雕像高7英尺（2.1米），实际净高6英尺（1.8米），放置在一个1英尺（0.30米）高的阶梯式底座上，象征着金斯伯格最终进入美国最高法院工作。雕像安放在金斯伯格的出生地纽约市布鲁克林区，具体地点为阿尔比广场445号，位于布鲁克林市中心街区的一座名叫“城市点”的商住两用综合体。
这座雕像于2020年3月12日揭幕，以纪念全国妇女历史月和三天后（3月15日）的金斯伯格88周年诞辰。三天后，布鲁克林区长埃里克·亚当斯宣布，为了纪念金斯伯格，将每年的3月15日命名为该区的“金斯伯格大法官日”（Justice Ginsburg Day），并将布鲁克林市政大楼重新命名为“露丝·贝德尔·金斯伯格大法官市政大楼”（Justice Ruth Bader Ginsburg Municipal Building）。亚当斯称，以金斯伯格的名字重新命名市政大楼并竖立她的雕像是恰如其分的。